# Han Looijen
Huibert Johannes (Han) Looijen (Zaltbommel, 31 januari 1975) is een Nederlands weg- en waterbouwkundige, politicus en bestuurder. Hij is lid van de VVD. Sinds 19 maart 2025 is hij waarnemend burgemeester van Valkenswaard.

## Maatschappelijk leven

### Opleiding
Looijen ging naar de mavo in Zaltbommel. Daarna ging hij naar de mts aan het Koning Willem I College in 's-Hertogenbosch waar hij een opleiding weg- en waterbouwkunde volgde.

### Loopbaan
Hij begon in 1994 zijn loopbaan als kwaliteitsmedewerker bij Dywidag Systems International in Zaltbommel waar hij betrokken was bij diverse projecten op het gebied van het realiseren van betonnen kunstwerken. Van 1995 tot 1997 was hij werkzaam als projectmedewerker bij Trivoor Bouw en Infra in Tilburg waar hij werd gedetacheerd als civieltechnisch werkvoorbereider bij DHV AIB in Eindhoven en de gemeente Helmond.
Van 1997 tot 2010 was Looijen commercieel manager bij Akertech in Udenhout, een adviesbureau op het gebied van openbare ruimte en verkeer. Vanaf 2010 was hij tevens eigenaar van 31één Communicatie, een communicatiebureau waaruit hij actief was als dagvoorzitter en gespreksleider.
Van mei 2018 tot juli 2019 was hij werkzaam als adviseur bij Geerts & Partners in Vught en van november 2018 tot juli 2019 was hij werkzaam als kwartiermaker en programmamanager bij zowel het Nederlands Genootschap van Burgemeesters als de Wethoudersvereniging. Vanaf 1 november 2021 was hij lid van de raad van commissarissen van Zinon Jeugdhulp.
Op 1 mei 2022 werd Looijen voorzitter van de rekenkamercommissie van Druten. Op 1 januari 2024 werd hij voorzitter van de rekenkamer van het Waterschap Rivierenland en het Hoogheemraadschap De Stichtse Rijnlanden. Daarna werd hij provinciaal verbindingsofficier asielketen. In oktober 2024 werd hij lid van de raad van toezicht van het InnoBeweegLab.

### Privéleven
Looijen werd geboren en getogen in Zaltbommel. Hij trouwde met zijn vrouw, die als vitaliteitscoach mensen begeleidt naar een gezondere leefstijl. Ze kregen twee zoons. Jarenlang speelde hij volleybal op nationaal niveau. Later speelde hij padel en ging hij hardlopen.

## Politiek leven

### Zaltbommel
Van 2002 tot 2010 was Looijen gemeenteraadslid van Zaltbommel. In die hoedanigheid was hij namens de VVD woordvoerder verkeer, economie, ruimtelijke ordening, sport en cultuur. Van 2010 tot 2018 was hij er namens de VVD wethouder met in zijn portefeuille verkeer, economie, sport, recreatie & toerisme, gebiedsmarketing, bedrijventerreinen en evenementenbeleid. Na de gemeenteraadsverkiezingen van 2018 was hij in 's-Hertogenbosch zowel informateur als formateur.

### Sint-Michielsgestel
Van 5 juli 2019 tot 1 oktober 2023 was hij burgemeester van Sint-Michielsgestel. Hij had er openbare orde en veiligheid, brandweer, crisisbeheersing & rampenbestrijding, bevolking, burgerlijke stand & verkiezingen, opvang vluchtelingen & huisvesting statushouders, MijnGemeenteDichtbij, handhaving, algemeen juridische zaken & rechtsbescherming, crisiscommunicatie & interne communicatie, representatie, ICT & informatieveiligheid, human resources, rekenkamer, controlefuncties & bedrijfsvoering, bestuurlijke vernieuwing, intergemeentelijke samenwerking en internationale betrekkingen in zijn portefeuille.

### Valkenswaard
Met ingang van 19 maart 2025 werd Looijen benoemd tot waarnemend burgemeester van Valkenswaard. Hij kreeg er openbare orde & veiligheid, burgerzaken, intergemeentelijke samenwerking, communicatie, coördinatie handhaving, coördinatie toekomstvisie, bedrijfsvoering en informatiebeveiliging in zijn portefeuille.